# Tworóg (gromada)
Tworóg – dawna gromada, czyli najmniejsza jednostka podziału terytorialnego Polskiej Rzeczypospolitej Ludowej w latach 1954–1972.
Gromady, z gromadzkimi radami narodowymi (GRN) jako organami władzy najniższego stopnia na wsi, funkcjonowały od reformy reorganizującej administrację wiejską przeprowadzonej jesienią 1954 do momentu ich zniesienia z dniem 1 stycznia 1973, tym samym wypierając organizację gminną w latach 1954–1972.
Gromadę Tworóg z siedzibą GRN w Tworogu utworzono – jako jedną z 8759 gromad na obszarze Polski – w powiecie tarnogórskim w woj. stalinogrodzkim, na mocy uchwały nr 23/54 WRN w Stalinogrodzie z dnia 5 października 1954. W skład jednostki weszły obszary dotychczasowych gromad Brynek (z wyłączniem niektórych parceli z karty 1 obrębu Połom, karty 1 obrębu Wojska i karty 4 obrębu Brynek), Nowa Wieś Tworoska, Świniowice i Tworóg oraz niektóre parcele z karty 1 obrębu Hanusek z dotychczasowej gromady Hanusek ze zniesionej gminy Tworóg w tymże powiecie. Dla gromady ustalono 27 członków gromadzkiej rady narodowej.
20 grudnia 1956 województwo stalinogrodzkie przemianowano (z powrotem) na katowickie.
31 grudnia 1961 do gromady Tworóg włączono obszar zniesionej gromady Potępa (oprócz wsi Potępa) w tymże powiecie.
30 czerwca 1963 do gromady Tworóg włączono niektóre parcele z obrębu katastralnego Potępa z osiedla Krupski Młyn w tymże powiecie.
Gromada przetrwała do końca 1972 roku, czyli do kolejnej reformy gminnej. 1 stycznia 1973 w powiecie tarnogórskim reaktywowano gminę Tworóg.